# What If
A What If (magyarul: Mi van, ha) egy dal, amely Oroszországot képviselte a 2013-as Eurovíziós Dalfesztiválon. A dalt az orosz Dina Garipova adta elő angol nyelven.

## Az Eurovíziós Dalfesztivál

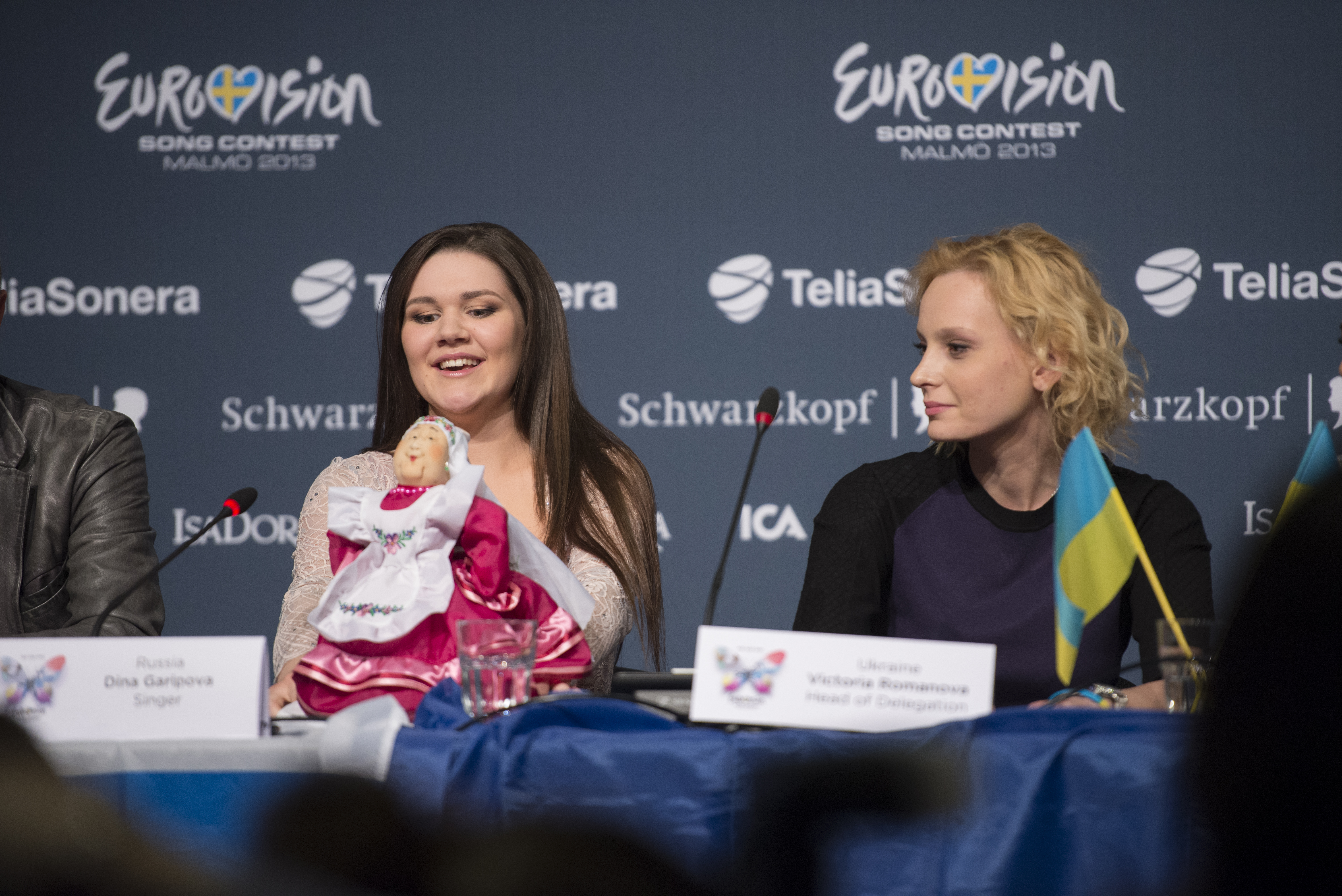
Dina Garipova a sajtótájékoztatón

A dal címét és előadóját 2013. február 9-én jelentette be az orosz műsorsugárzó.
Dina Garipova az Eurovíziós Dalfesztiválon a dalt először a május 14-én megrendezett első elődöntőben adta elő, a fellépési sorrendben hatodikként a dán Emmelie de Forest Only Teardrops című dala után, és az ukrán Zlata Ohnevics Gravity című dala előtt. Az elődöntőben 156 ponttal a 2. helyen végzett, így továbbjutott a döntőbe.
A május 18-án rendezett döntőben a fellépési sorrendben tizedikként adta elő a máltai Gianluca Tomorrow című dala után, és a német Cascada formáció Glorious című dala előtt. A szavazás során 174 pontot szerzett, kettő országtól begyűjtve a maximális 12 pontot. Ez az 5. helyet jelentette a huszonhat fős mezőnyben.